# Árpád Fazekas
Árpád Fazekas (ur. 23 czerwca 1930 w Szombathely – zm. 10 sierpnia 2018 w Budapeszcie) – węgierski piłkarz grający na pozycji bramkarza. Był reprezentantem Węgier.

## Kariera klubowa
Swoją karierę piłkarską Fazekas rozpoczął w klubie Budapesti Dózsa. W 1953 roku awansował do kadry pierwszego zespołu i w sezonie 1953 zadebiutował w jego barwach w pierwszej lidze węgierskiej. Występował w nim przez dwa sezony, po czym w 1955 roku odszedł do innego klubu z Budapesztu, Vörös Lobogo. W sezonie 1955 wywalczył z nim wicemistrzostwo Węgier. Zawodnikiem Vörös Lobogo był przez dwa sezony.
W 1957 roku Fazekas został zawodnikiem Bayernu Monachium. W Bayernie spędził cztery lata i rozegrał w nim 100 ligowych meczów. W 1961 roku przeszedł do drugoligowego KSV Hessen Kassel, z którym w sezonie 1961/1962 awansował do Oberligi.
W latach 1962–1963 Fazekas grał w belgijskim Anderlechcie, w którym rywalizował o miejsce z Jeanem-Marie Trappeniersem. W sezonie 1963/1964 wywalczył mistrzostwo Belgii. W latach 1967–1969 występował w RC Tirlemont. W sezonie 1967/1968 spadł z nim z drugiej do trzeciej ligi. W 1969 zakończył karierę.
| Sezon   | Klub             | Kraj   | Rozgrywki       | Mecze | Gole |
| ------- | ---------------- | ------ | --------------- | ----- | ---- |
| 1953    | Budapesti Dózsa  | Węgry  | NB I            | 9     | 0    |
| 1954    | Budapesti Dózsa  | Węgry  | NB I            | 16    | 0    |
| 1955    | Vörös Lobogo     | Węgry  | NB I            | 25    | 0    |
| 1956    | Vörös Lobogo     | Węgry  | NB I            | 0     | 0    |
| 1957/58 | Bayern Monachium | RFN    | Oberliga        | 19    | 0    |
| 1958/59 | Bayern Monachium | RFN    | Oberliga        | 30    | 0    |
| 1959/60 | Bayern Monachium | RFN    | Oberliga        | 30    | 0    |
| 1960/61 | Bayern Monachium | RFN    | Oberliga        | 21    | 0    |
| 1961/62 | Hessen Kassel    | RFN    | 2. Oberliga Süd | 18    | 0    |
| 1962/63 | RSC Anderlecht   | Belgia | Division 1      | 13    | 0    |
| 1963/64 | RSC Anderlecht   | Belgia | Division 1      | 0     | 0    |
| 1967/68 | RC Tirlemont     | Belgia | Division 2      | ?     | 0    |
| 1968/69 | RC Tirlemont     | Belgia | Division 3A     | ?     | 0    |

## Kariera reprezentacyjna
W reprezentacji Węgier Fazekas zadebiutował 17 września 1955 w wygranym 5:4 meczu Pucharu Europy Środkowej 1955–1960 ze Szwajcarią, rozegranym w Lozannie. W kadrze narodowej rozegrał 5 meczów, wszystkie w 1955.